# Chất kháng nọc độc

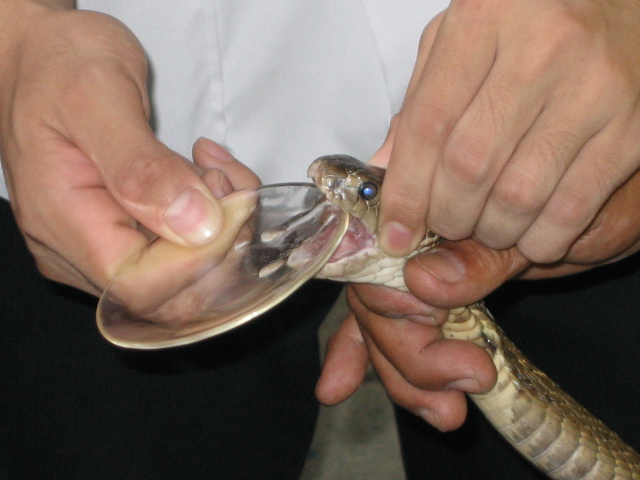
Lấy nọc từ rắn.

Chất kháng nọc độc (tên chung quốc tế: Snake antivenom serum (WHO) hoặc Snake venom antiserum) là một sản phẩm sinh học được dùng để trị vết cắn hoặc chích có nọc độc .

## Dược lý và cơ chế tác dụng
Chất kháng nọc độc được tạo ra từ nọc độc lấy từ rắn, nhện hoặc côn trùng tương ứng. Độc được làm loãng và tiêm vào ngựa, cừu hoặc dê. Vật chủ sẽ trải qua quá trình phản ứng miễn dịch với độc, sinh ra kháng thể chống lại chất độc. Những kháng thể này có thể được lấy từ máu của vật chủ và dùng để trị thương do nọc độc.
Phương pháp sử dụng huyết thanh để điều trị nạn nhân bị rắn độc cắn đã có từ cuối thế kỷ 19. Đây được xem là phương pháp điều trị có hiệu quả và phổ biến nhất, tính đặc hiệu trong kháng nọc của nó giúp giảm tỷ lệ tử vong khoảng bảy - mười lần.
Có nhiều loại nọc rắn tuỳ theo loài rắn và vùng địa lý mà chúng cư trú. Do đó cần phải dùng một huyết thanh đặc hiệu đối với một hoặc nhiều loại nọc độc. Như nọc độc của rắn hổ mang (Cobra) thường có độc tố thần kinh gây ức chế các trung tâm thần kinh; nọc độc của rắn hổ lục thường tác động qua độc tố hemotoxin gây rối loạn đông máu...

## Chỉ định
Rắn độc cắn khi có biểu hiện rõ nhiễm độc toàn thân hoặc có biểu hiện tại chỗ . Rắn độc được xếp loại tùy theo ảnh hưởng vượt trội của nọc độc. Những loại rắn thuộc họ rắn hổ thường có nọc độc gây ảnh hưởng đến thần kinh và tim, gây ra các triệu chứng tê liệt cơ bắp và tắc nghẽn đường hô hấp. Nếu vết cắn đủ sâu thì triệu chứng đối với tim và hệ thần kinh sẽ xảy ra ngay.
Mức độ tác động của nọc độc phụ thuộc ở đường vào của vết cắn. Nếu vết cắn đưa nọc vào dưới da hay bắp thịt thì tác động nọc sẽ chậm, do phải mất thời gian hấp thu độc chất vào máu. Song nếu vết cắn vào ngay mạch máu, người bị rắn cắn sẽ tử vong nhanh chóng hơn..
Sau khi bị rắn cắn, phải bất động ngay chi bị cắn và tốt hơn nữa là cả người bị rắn cắn nếu có thể được, để hạn chế sự lan rộng nọc độc. Người bị rắn cắn phải được giữ ấm, chuyển đến bệnh viện gần nhất và sớm nhất, cởi bỏ các vòng hoặc các vật thắt chặt khác. Nếu con rắn cắn đã bị giết, phải đem nó đến bệnh viện để nhận dạng. Bất kể bệnh sử lâm sàng của người bị rắn cắn, phải thử nghiệm trong da về tính mẫn cảm trước khi tiêm huyết thanh kháng nọc rắn .